# Geografia Albanii

Mapa fizyczna Albanii

Albania jest niewielkim państwem leżącym na Półwyspie Bałkańskim w południowej części Europy. Ten niewielki i słabo rozwinięty gospodarczo kraj cechuje się górzystym krajobrazem i śródziemnomorskim klimatem.

## Powierzchnia, położenie i granice
Powierzchnia - 28 748 km² - porównywalna z powierzchnią województwa wielkopolskiego.
Położenie - Albania leży na Bałkanach, w zachodniej części Półwyspu Bałkańskiego, nad Morzem Adriatyckim i na południowym wybrzeżu nad Morzem Jońskim.
Skrajne punkty: północny 42°39'N, południowy 39°38'N, zachodni 19°16'E, wschodni 21°04'E.
Rozciągłość południkowa wynosi 330 km, a równoleżnikowa 160 km.
Albania graniczy z następującymi państwami:

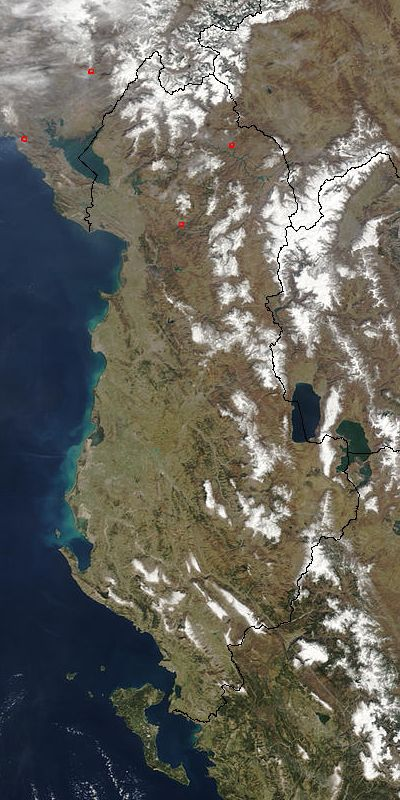
Albania widziana z kosmosu

- Grecja – 282 km
- Czarnogóra – 172 km
- Kosowo – 115 km
- Macedonia Północna 151 km

Linia brzegowa - 362 km

## Budowa geologiczna i rzeźba

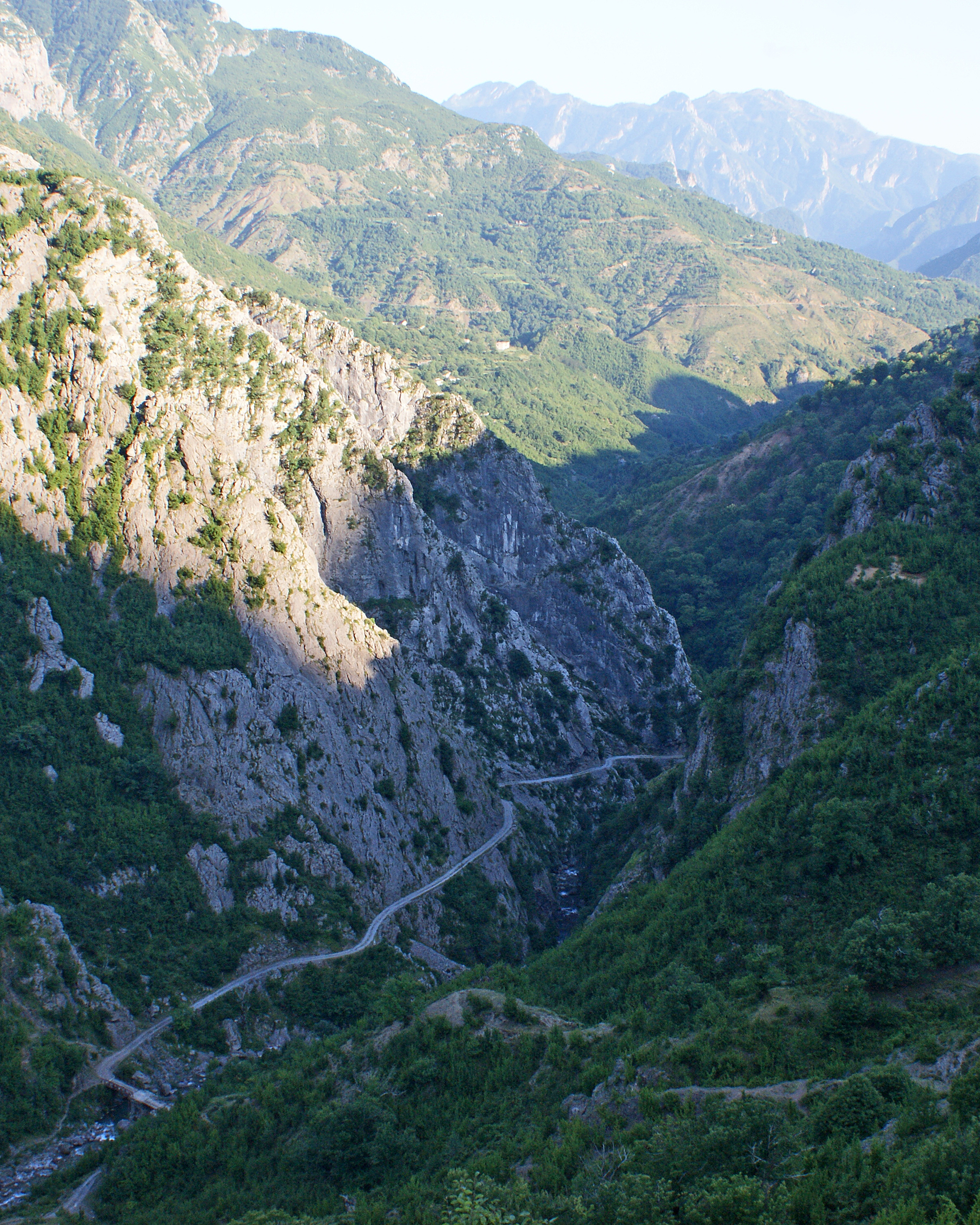
Górzyste wnętrze kraju

Albania jest krajem górzystym, gdzie góry wraz z wyżynami zajmują 75%, a obszary leżące powyżej 1 000 m n.p.m. zajmują 28,5% powierzchni kraju. Góry, które wznoszą się na terytorium Albanii są południowym przedłużeniem wielkiego, bałkańskiego łańcucha Gór Dynarskich. Na północny wznoszą się Góry Północnoalbańskie zwane Alpet Shqiptare. Góry te zbudowane są głównie z mezozoicznych wapieni, gdzie dominują krajobraz krasowy i rzeźba glacjalna. Najwyższym ich szczytem jest Maja e Jezercës o wysokości 2 693 m n.p.m. Między rzekami Drin a Osum wznoszą się Góry Środkowoalbańskie, które zbudowane są z wapieni kredowych i trzeciorzędowych piaskowców. Przy granicy z Macedonią Północną wznosi się najwyższy szczyt kraju Maja e Korabit o wysokości 2 764 m n.p.m. Południową część kraju zajmuje Epir Albański, gdzie występują tam na przemian utwory fliszowe i wapienne. W tej części także występuje rzeźba krasowa.
Niziny zajmują jedną czwartą powierzchni kraju i skupiają się w pasie nadbrzeżnym w postaci aluwiów, maksymalnie do 50 km w głąb lądu. Strefę nadmorską zajmuje Nizina Albańska, gdzie zalegają na niej osady morskie i rzeczne. W obrębie Gór Środkowoalbańskich leży Kotlina Korczy, która jest największą kotliną w kraju. Dno kotliny spoczywa na wysokości około 800 m n.p.m. Tereny górskie Albanii są w wielu miejscach rozcięte dolinami rzecznymi o przebiegu równoleżnikowym. Linia brzegowa Albanii jest dobrze rozwinięta, gdzie liczne są szerokie lub głębokie, wcięte w ląd zatoki. Największą zatoką jest leżąca na północy Zatoka Drińska. Wybrzeże jest słabo rozczłonkowane z wyjątkiem obszarów na południu, które zajmuje Riwiera Albańska. Wybrzeże tam jest strome i skaliste, zaś na północy niskie, gdzie dominują piaszczyste plaże. W Albanii przeważają gleby brunatne, w dolinach rzek aluwialne fluwisole, zaś w górach dominują litosole, gleby kamieniste.

## Klimat
Albania leży w strefie klimatu podzwrotnikowego o śródziemnomorskiej odmianie na nizinach i chłodniejszej, górskiej odmianie w głębi lądu. Wschodnie krańce Albanii znajdują się pod wpływem nieco bardziej kontynentalnych mas powietrza.
Opady w Albanii są stosunkowo wysokie ze względu na obecność gór i bliskość morza. Średnia roczna dla całego kraju wynosi 600 mm. Roczne opady na nizinie nadmorskiej wynoszą od 900 do 1 300 mm, na zachodnich i południowo-zachodnich stokach gór 2 000 mm i więcej. We wschodniej części kraju jest bardziej sucho ze względu na kontynentalizm i rocznie spada od 700 do 900 mm deszczu rocznie. W osłoniętych kotlinach na wschodzie kraju opady wynoszą poniżej 700 mm. Maksimum opadów przypada od października do stycznia, a lata są z reguły suche. W południowej części kraju występują długotrwałe susze, a w górach w zimie notuje się obfite opady śniegu.
Rozkład termiczny można podzielić na dwie strefy: ciepłą na zachodzie w strefie nadmorskiej i chłodną, a nawet mroźną w górach. Zimą na wybrzeżu średnie wartości termiczne wahają się od +5° do +9 °C, bez nocnych spadków poniżej 0 °C. W górach w głębi lądu jest zimno, średnie wartości wahają się od -5° do 0 °C, ze spadkami do -20 °C. Lata na wybrzeżu są upalne, średnie temperatury wahają się od +23° do +25 °C. W związku z letnim napływem zwrotnikowego powietrza znad Afryki, temperatury dochodzą do +40 °C. Latem w górach jest chłodno i średnie wartości w najwyższych partiach gór oscylują w granicach +15 °C.

## Wody
Ze względu na stosunkowo obfite opady deszczu i obecność gór na większości terytorium Albanii, sieć rzeczna jest gęsta. Sieć rzeczna Albanii należy do zlewiska Morza Jońskiego i Adriatyckiego, które są częścią basenu Morza Śródziemnego. Wszystkie rzeki kraju spływają z gór z głębi lądu, uchodzą do wyżej wymienionych mórz i mniej więcej płyną w układzie równoleżnikowym ze wschodu na zachód. Główne rzeki kraju to Drin na północy, dalej Seman i Vjosë na południu kraju. Rzeki Albanii cechują się zmiennym wodostanem. Na terytorium Albanii znajdują się trzy duże jeziora pochodzenia tektonicznego, które są jeziorami granicznymi. I tak na północy Albanię z Czarnogórą dzieli Jezioro Szkoderskie, z Macedonią Północną na wschodzie dzieli Jezioro Ochrydzkie i ostatnie Prespa z Macedonią Północną oraz częściowo z Grecją. Albania posiada bogate zasoby wód podziemnych.

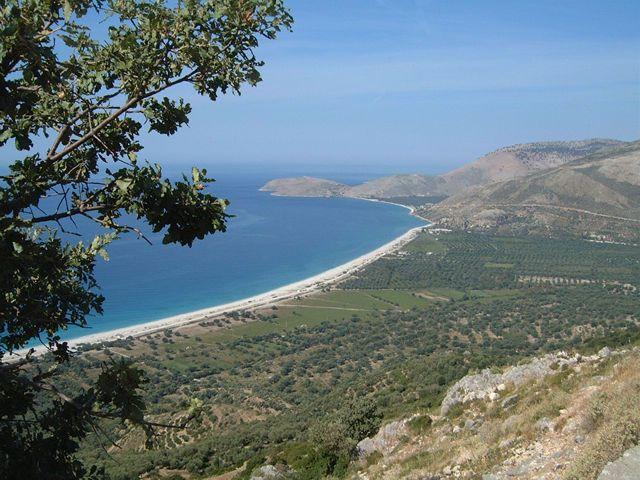
Wybrzeże na południu kraju

## Flora i fauna
Szata roślinna jest silnie przekształcona przez człowieka. Na obszarach nizinnych występuje roślinność śródziemnomorska. Są przede wszystkim wiecznie zielone zarośla - makia, a poza zaroślami w Albanii rosną gaje oliwne i drzewa migdałowe. W górach do wysokości 1 000 m n.p.m. rosną lasy dębowe z grabem, zaś wyżej szata roślinna należy do klimatu bardziej umiarkowanego, gdzie rosną lasy sosnowo-bukowe. W południowej części występują lasy iglaste. Ponad strefą lasów tereny górskie pokrywają łąki i kolczaste suchorośla. Lasy zajmują około jednej trzeciej powierzchni kraju.
Świat zwierząt jest ubogi jeśli chodzi o liczebność, ale stosunkowo bogaty jeśli weźmie się pod uwagę różnorodność gatunkową. W górach żyją wilki, niedźwiedzie brunatne, dziki oraz rysie. W strefie nadmorskiej występują żółwie, a z ptaków liczne jest ptactwo morskie, jak mewy, czy też pelikany. Do mniejszych ssaków zaliczyć należy żyjące w lasach kuny i łasice. Wody słodkie i morskie obfitują w liczne gatunki ryb.